# 形容词
形容词是词类中的一类。其根本特点是自由地作定语、修飾動词或名词性短语。在语义上，形容词多表示性质、状态、属性、描述等含意。

## 普遍性
和名词、动词相比，形容词本身的词类地位最不确定。虽然形容词所表示的意义——所指对象的属性，在任何语言中都有词语来表示，属于普遍性的语义范畴，但这不代表形容词是普遍性的词类范畴。形容词是否是一个普遍性的词类，至今仍是语法理论界和类型学界内部很有争议的话题:84、85。
在许多类型学家看来，不少语言中并没有独立的形容词类：虽然存在表示其他语言中形容词类语义（即表示某种属性）的词，并且可以起修饰、限制名词的作用，但这些词难以成为一个独立的词类。比如南美洲印第安人的克丘亚语被认为是名词-形容词一体的语言。下例中，属性词可以和名词一样，自由的带上名词宾格标记ta充当宾语；名词也可以和属性词一样不加标记直接作定语:84、85：
| rikashaka:               | alkalde-ta     | ~~ | rikashaka:               | hatun-ta           |
| 见到（过去时、第一人称） | 市长-宾格      | ~~ | 见到（过去时、第一人称） | 大-宾格            |
| “我见到了市长”           | “我见到了市长” | ~~ | “我见到了一个大的”       | “我见到了一个大的” |
| chay             | alkalde          | runa             | ~~ | chay       | hatun      | runa       |
| 那               | 市长             | 人               | ~~ | 那个       | 大         | 人         |
| “那个当市长的人” | “那个当市长的人” | “那个当市长的人” | ~~ | “那个大人” | “那个大人” | “那个大人” |
另一种情况是动词-形容词一体。印度的曼尼普尔语就是一个典型。如下例中，属性词和动词一样，在作定语时不自由，要加分词标记:85：

罵屬 ~~ || cǝy || ǝ-ca-bǝ
| 树枝         | 前缀-长-分词 | ~~ | 男人               | 前缀-吃-分词       |
| “一根长树枝” | “一根长树枝” | ~~ | “一个吃东西的男人” | “一个吃东西的男人” |
上述的语言中，形容词和名词或动词属于同一词类，不仅形容词具有名词或动词的特征，名词或动词也具有形容词的特征。在梵语等语言中，则只有名词和动词，没有形容词。下例中的属性词可以像名词一样具有形态变化、自由充当宾语；而且属性词和中心词并不构成句法上的修辞关系，而仅仅是意合在一起，因此语序也是自由的:86：
| kṛṣṇam                 | sarpam          | apaśyat         | =  | sarpam          | kṛṣṇam          | apaśyat         |
| 黑-阳性单数宾格        | 蛇-阳性单数宾格 | 看见了-第三人称 | ~~ | 蛇-阳性单数宾格 | 黑-阳性单数宾格 | 看见了-第三人称 |
| “（他）看见了一条黑蛇” |                 |                 |    |                 |                 |                 |
北非的豪萨语则通过领有动词和抽象名词的配合来表示其他语言中形容词定语的意义:86：
| mutum                        | mai      | alheri/arzaki/hankali |
| 人                           | 具有……的 | 善良/富裕/智慧        |
| “一个善良的/富裕的/聪明的人” |          |                       |
一些类型学家如威廉·克罗夫特和罗伯特·迪克逊等则认为，名词、动词、形容词三大词类与人类语言指称、述谓和修饰三大普遍性功能相适应，都是普遍性的独立词类，但同时也承认，形容词的普遍性是指该原型范畴普遍存在，而在具体的语言中，形容词和其他词类的边界确实可以非常模糊:85、88。

## 所表的意义
不同的语言中，形容词的数量和开放度极其悬殊。西非的伊博语中只有八个形容词，分别表示“大、小、黑（明）、白（暗）、新、老、好、坏”，其他属性则用其他词类表示:87。
不同语言中，哪些属性用形容词表达，哪些用其他词类表达，有很大的差异:87。如下表：
|              | 物理属性 | 颜色   | 速度   | 年龄   | 维度   | 价值   | 人类属性 |
| ------------ | -------- | ------ | ------ | ------ | ------ | ------ | -------- |
| 本巴语       | 动词     | 动词   | 副词   | 形容词 | 形容词 | 形容词 | 名词     |
| 索西语       | 形容词   | 形容词 | 形容词 | 形容词 | 形容词 | 形容词 | 名词     |
| 奇努克语     | 助词     | 助词   | 助词   | 动词   | 名词   | 名词   | 名词     |
| 英语         | 形容词   | 形容词 | 形容词 | 形容词 | 形容词 | 形容词 | 形容词   |
| 马图苏里那语 | 名词     | 名词   | 名词   | 名词   | 名词   | 名词   | 名词     |

## 论元
形容词最常见的是一价性质的，只有一个论元，就是属性的主体:91。如“聪明孩子”中的“孩子”是属性“聪明”的主体。有时候，有的形容词有不只一个论元，比如汉语中的“他对北京很陌生”，形容词“陌生”就控制“他”和“北京”两个论元。
一般来说，形容词所带的论元很少是直接宾语，而需要借助介词等引入或名词的格形态:91、94。但也有个别例外。比如英语中，在“it is worth 1,000 US dollars”中，“1000 US dollars”（1000美元）作形容词“worth”（值得……的）的宾语。又如汉语中的差比句“我大他一岁”中，“他”作形容词“大”的宾语。

## 语法特征
从语法功能上来说，形容词总体上有两种重要类型。其共性是都能作定语，修饰名词或名词性短语。一种如日语中的-i型形容词，属于谓语型形容词，可以像动词一样直接作谓语，和动词一样不能直接作定语而需要特定标记，具有与动词相同或相近的形态范畴。一种如英语中的形容词，属于体词型形容词，像名词一样不能直接作谓语而需要系词，可以直接作定语，可以带上名词的形态或虚词如冠词等。

## 汉语的形容词

### 教学语法
在教学语法中，汉语中的形容词分为三类:293：
1. 性质形容词。能受“很”修饰，表示的性质没有一定的界限，认知有主观性。如：大、少、美丽、可怜。
2. 状态形容词。不能受“很”修饰，因为本身已经含有表示程度的语素。如：雪白、滚烫、红彤彤、黑不溜秋。
3. 非谓形容词。又叫区别词[注 2]。不能直接充当谓语。如：男、副、初级、多功能。

形容词的语法特征包括:294：
1. 性质形容词和一些非谓形容词可以受程度副词的修饰，如“很大”、“最初级”等。状态形容词和一般的非谓形容词不可以。
2. 形容词一般都能作定语。除去非谓形容词之外也能作谓语。
3. 形容词不能带宾语。
4. 一部分形容词可以重叠。单音节形容词的重叠形式是AA，如“红红（的）”。双音节性质形容词的重叠形式是AABB，如“漂漂亮亮”。双音节状态形容词的重叠形式是ABAB，如“雪白雪白”。

### 研究语法
在研究语法中，有些重要学者如赵元任、詹姆斯·麦考利等都认为，汉语是形-动一体的语言，形容词是动词的一个次类。
有学者的研究显示，汉语中存在一批无需“的”就能直接作定语修饰名词的属性词。这些词就是存在于汉语中的独立于动词的形容词词类。但汉语中形容词的范围比通常认为的小，不包括不能自由充当定语的“安静”、“诚实”等。

## 注解
1. ↑  指语义上和英语等语言中的形容词基本相当、词性待定的词类。
2. ↑  有些书中则不认为区别词属于形容词，而是和形容词并列。